# Almirante Latorre (Schiff, 1915)
Die Almirante Latorre war ein chilenisches Schlachtschiff („Buque capital“, span. für „capital ship“), das am 27. November 1911 bei der Firma Armstrong in Elswick, Großbritannien, auf Kiel gelegt wurde. Nach dem Ausbruchs des Ersten Weltkriegs wurde das Schiff von Großbritannien angekauft und diente als Canada. 1920 wurde es von Chile zurückgekauft. Es stand bis 1958 in Dienst und wurde anschließend in Japan abgewrackt.
Den Namen Almirante Latorre trugen später mehrere chilenische Fregatten.

## Geschichte der Entstehung
Formal wurde der Bauauftrag im Kontext des 100. Jahrestags der chilenischen Unabhängigkeit vergeben, tatsächlich erfolgte er aufgrund des argentinisch-brasilianischen Wettrüstens. Als Argentinien die Rivadavia und die Moreno in den Vereinigten Staaten in Auftrag gab, war die chilenische Regierung der Auffassung, dass Chile zum Kräfteausgleich ebenfalls zwei moderne Schlachtschiffe benötige. Ursprünglich sollten die Schiffe nach den beiden größten Städten Chiles, Santiago und Valparaíso, benannt werden, dann wurde Libertad (Freiheit) erwogen. Nach dem Tod des Admirals Juan José Latorre (1846–1912), entschied man sich im Juli 1912, das Schiff nach ihm zu benennen. Latorre galt als einer der Helden des Krieges gegen Peru 1879 (Salpeterkrieg) und trug wesentlich zu Eroberung des peruanischen Panzerschiffs Huáscar bei, heute ein Museumsschiff der chilenischen Marine. 1886 bis 1887 war er Oberbefehlshaber der chilenischen Marine und von 1898 bis 1899 Außenminister Chiles.
Die Konstruktion der beiden Schiffe, die zuletzt die Namen chilenischer Seehelden Almirante Latorre und Almirante Cochrane erhalten sollten, war an die britische Iron-Duke-Klasse angelehnt. Neben den beiden Schlachtschiffen bestellte Chile in Großbritannien noch sechs große Zerstörer (Flottillenführer) vom Typ Almirante Lynch und zwei Unterseeboote.
Der Vertrag zum Bau zweier Schlachtschiffe wurde mit Armstrong-Whitworth am 25. Juli 1911 geschlossen. Nach Vorlage der Bauvorstellungen wurde die Almirante Latorre am 2. November bestellt und die offizielle Kiellegung des bis dahin größten bei Armstrong in Elswick zu bauenden Schiffes erfolgte am 27. November 1911. Die Taufe und der Stapellauf der Almirante Latorre fand am 27. November 1913 statt.
Nach dem Ausbruch des Ersten Weltkriegs wurde die bereits in Ausrüstung befindliche Almirante Latorre von Großbritannien am 9. September 1914 angekauft. Anders als bei den in der Fertigstellung befindlichen türkischen Schlachtschiffen Reshadieh und Sultan Osman I, die von Militäreinheiten beschlagnahmt wurden, wurde Chile als „freundlicher“ neutraler Staat behandelt. Die in Canada umbenannte Almirante Latorre wurde am 15. Oktober 1915 in Dienst gestellt. Das Schwesterschiff Almirante Cochrane wurde 1917 immer noch auf den Helgen liegend von Großbritannien gekauft und 1924 als Flugzeugträger Eagle in Dienst gestellt.

## Dienst alsCanada

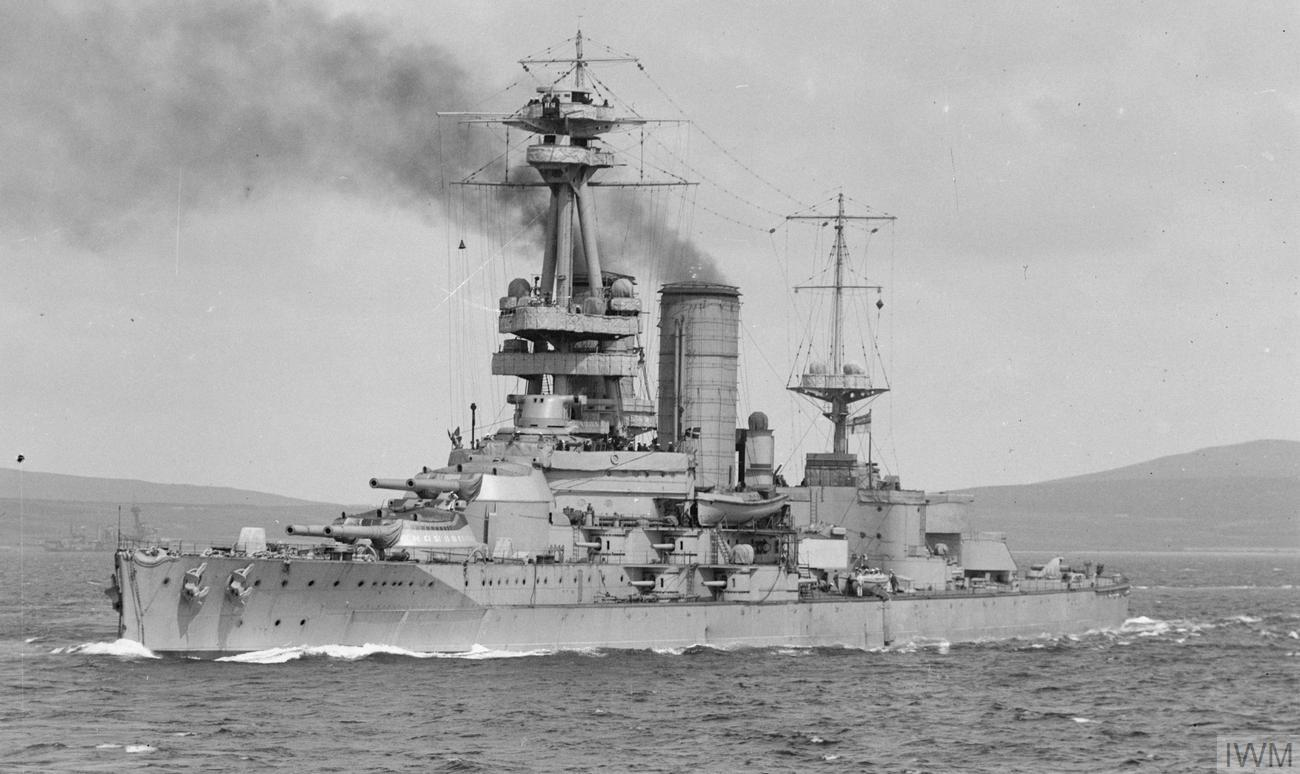
Die Canada während des Ersten Weltkriegs

Während ihrer Dienstzeit in der Royal Navy war die Canada Teil des 4. Schlachtgeschwaders der Grand Fleet und nahm zusammen mit Royal Oak, Superb, Benbow, Bellerophon, Temeraire und Vanguard an der Skagerrakschlacht teil. Während der Schlacht verschoss sie 42 Granaten ihrer schweren Artillerie in sieben Salven, wurde aber selbst nicht getroffen. Die beiden ersten Salven wurden gegen 18:40 Uhr auf die bewegungsunfähige Wiesbaden abgegeben, die anderen fünf folgten beim Zusammentreffen der Flotten gegen 19:20 Uhr. Ihre 15-2-cm-Geschütze feuerten ab 19:11 Uhr auch 109 Schuss auf deutsche Torpedoboote.
Am 12. Juni 1916 wurde die Canada im Rahmen eines größeren Schiffstausches zum 1. Schlachtgeschwader versetzt. 1918 erhielt sie Startplattformen für Flugzeuge auf den Türmen B und Y. Im März 1919 stellte die Canada außer Dienst und wurde der Reserve zugeordnet.

## Dienst in der chilenischen Flotte

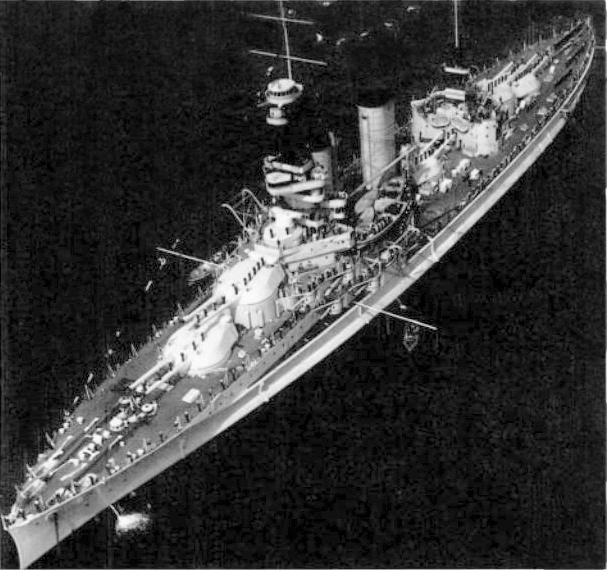
Die Almirante Latorre

Die Briten versuchten bei Kriegsende, überzählige Schiffe zu verkaufen. Die Chilenen aber waren nicht an älteren Schiffen interessiert, sondern bestanden auf ihren relativ modernen Vorkriegsbestellungen. Am Ende erwarb Chile im April 1920 die Canada, die drei verbliebenen Zerstörer der vor dem Krieg bestellten Almirante-Lynch-Klasse und einen Schlepper. Die fünf Schiffe kosteten zusammen weniger als ein Drittel des Preises, den Chile 1914 für die Almirante Latorre zahlen wollte. Die Canada erhielt wieder den alten Namen und wurde am 27. November 1920 Chile wieder übergeben. Am selben Tag verließ sie Plymouth mit den beiden Zerstörern Almirante Riveros (ex Faulknor, ursprünglich Almirante Simpson) und Almirante Uribe (ex Botha, ursprünglich Almirante Goni) unter dem Kommando von Admiral Luis Gomez Carreño.
Am 20. Februar 1921 traf der Verband in Chile ein, wo er vom Präsidenten Arturo Alessandri begrüßt wurde. Die Almirante Latorre wurde das neue Flaggschiff der chilenischen Marine an Stelle des Panzerkreuzers O’Higgins. Mit Indienststellung der Almirante Latorre konnte Chile einen Kräfteausgleich mit der argentinischen Marine herstellen; der peruanischen war sie nun eindeutig überlegen. Zu diesem Zeitpunkt war das Schlachtschiff das größte Kriegsschiff, das je eine lateinamerikanische Marine besessen hatte.
1929 wurde die Almirante Latorre zum Devonport Dockyard zur Modernisierung geschickt. Sie verließ Chile am 15. Mai und lief durch den Panamakanal nach Port of Spain, wo sie am 28. Mai Treibstoff aufnahm. Sie lief weiter über die Azoren und traf am 24. Juni in Plymouth ein. Die Brücke wurde modernisiert und die Feuerleitanlage erneuert. Zwischen dem dritten und vierten Turm wurde ein weiterer Mast eingebaut. Die Turbinenanlage wurde verändert und erneuert und völlig auf Ölfeuerung umgestellt. Dazu erhielt das Schiff Torpedowulste ähnlich der britischen Queen-Elizabeth-Klasse und eine moderne Flugabwehrbewaffnung. Fast zwei Jahre nach dem Beginn der Modernisierung begann die Almirante Latorre am 5. März 1931 die Rückreise nach Valparaíso, wo sie am 12. April eintraf. Auf der Rückreise transportierte sie zwei Schlepper an Deck, die in Punta Arenas und Valparaíso eingesetzt werden sollten.
Am 1. September 1931 meuterten die Matrosen an Bord der Almirante Latorre, dem Panzerkreuzer O’Higgins, sieben Zerstörern und einigen U-Booten. Die Meuterei sollte durch den Einsatz von Flugzeugen der chilenischen Luftwaffe („Fuerza Aérea de Chile“) niedergeschlagen werden. Der Luftangriff wurde jedoch abgewehrt.
1933 wurde die Almirante Latorre in Talcahuano deaktiviert, um die Regierungsausgaben zu reduzieren. An Bord blieb nur eine Wartungsmannschaft. 1937 wurde sie in Talcahuano überholt und ab 1939 für Sicherungsfahrten eingesetzt. Zu Beginn des Zweiten Weltkriegs im Pazifik wollten die Vereinigten Staaten das Schiff für die United States Navy ankaufen, doch lehnte die chilenische Regierung dies ab. Nach einem Unfall im Maschinenraum mit drei Toten im Jahre 1951 diente die Almirante Latorre, am Pier von Talcahuano festgemacht, als Lager für Treiböl. 1958 wurde sie außer Dienst gestellt und zum Abwracken nach Japan an Mitsubishi Heavy Industries verkauft. Ein Teil der verbliebenen Ausrüstungsgegenstände fand Wiederverwendung in dem zum Museumsschiff gewordenen Schlachtschiff Mikasa.

## Südamerikanische Schlachtschiffe
nach Brassey’s Naval Annual (1915)

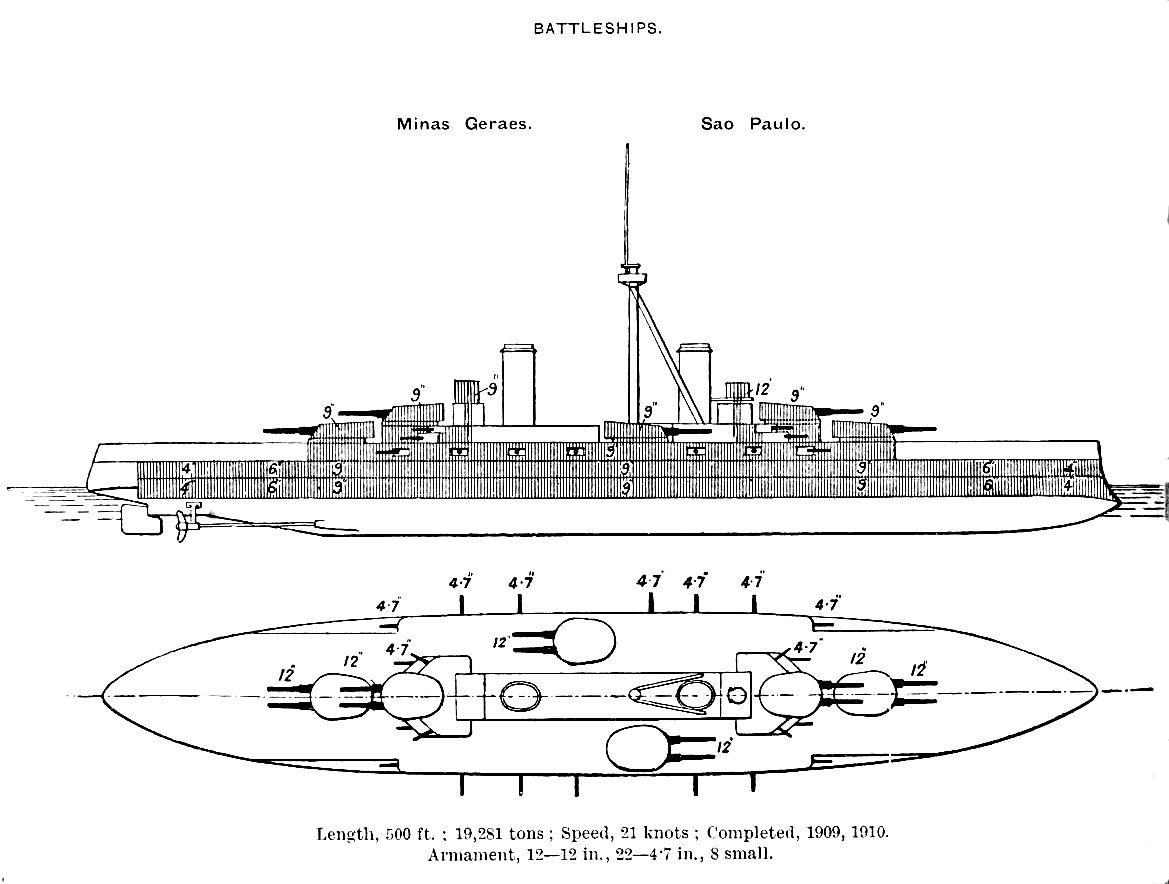
Die brasilianische Minas-Geraes-Klasse wurde vor den anderen Schlachtschiffen für südamerikanische Staaten entworfen und fertiggestellt und war kleiner und schlechter bewaffnet als die späteren Schiffe. Brasilien plante später zwei weitere Schlachtschiffe, um diesen Mangel zu beheben: die Rio de Janeiro und die Riachuelo. Da die Kosten dann doch nicht aufgebracht werden konnten, verkaufte die brasilianische Regierung die unfertige Rio de Janeiro an das Osmanische Reich, während für die Riachuelo bis zum Beginn des Ersten Weltkriegs noch nicht einmal der Kiel gestreckt worden war.[11][12] Die an die Türkei verkaufte Rio de Janeiro wurde von den Briten bei Kriegsausbruch beschlagnahmt und in Agincourt umbenannt. Sie wurde nach dem Krieg abgewrackt.
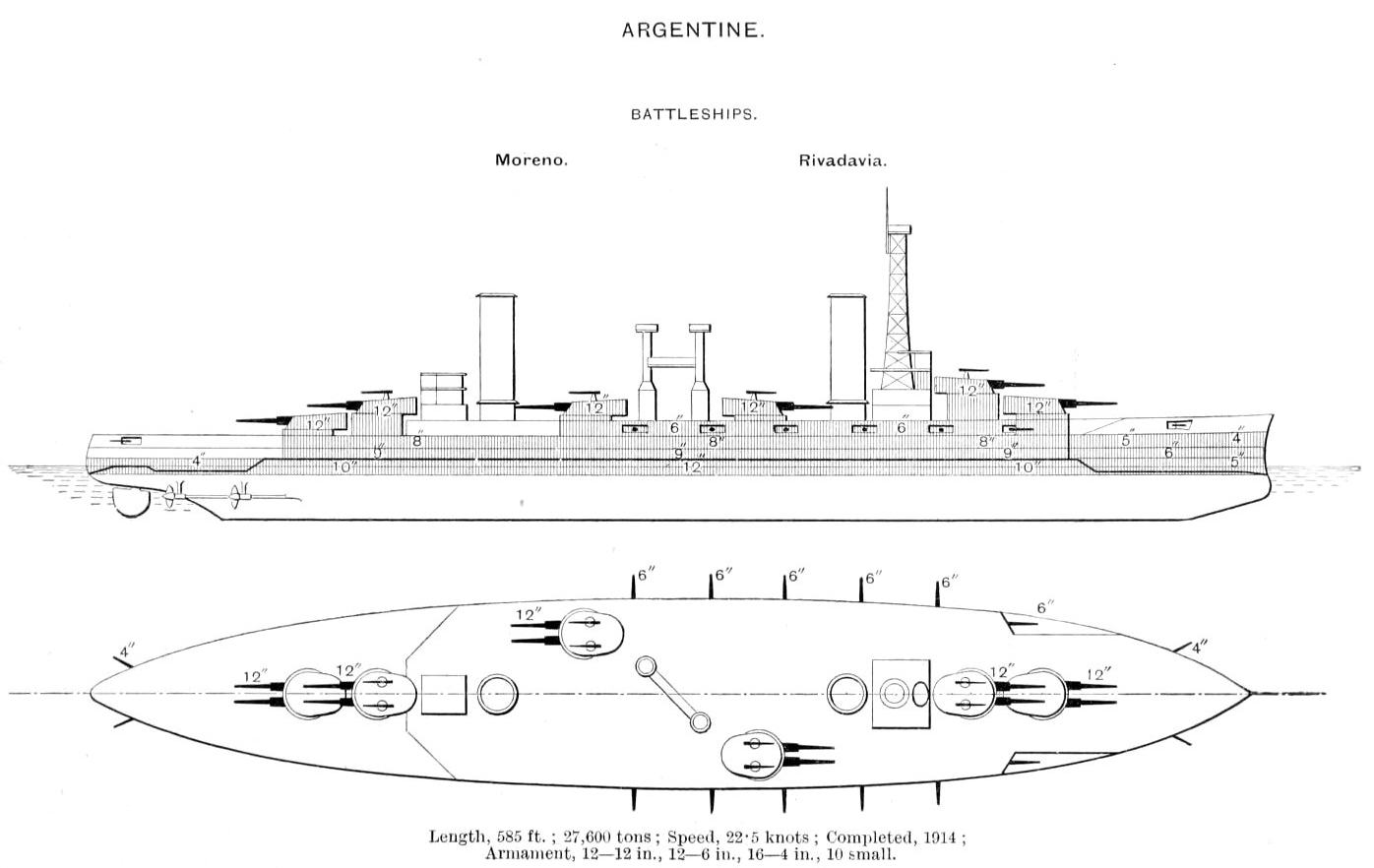
Die argentinische Rivadavia-Klasse war die zweite Klasse südamerikanischer Schlachtschiffe, die bestellt und gebaut wurde. Anders als die anderen Schiffe wurde die Klasse nicht auf britischen Werften, sondern in den Vereinigten Staaten bestellt. Die Schiffe der Klasse verfügten über eine schwere Artillerie gleichen Kalibers (30,5 cm) wie die Minas-Geraes-Klasse. Die argentinischen Schiffe waren jedoch erheblich größer und besser gepanzert als ihre potenziellen brasilianischen Gegner
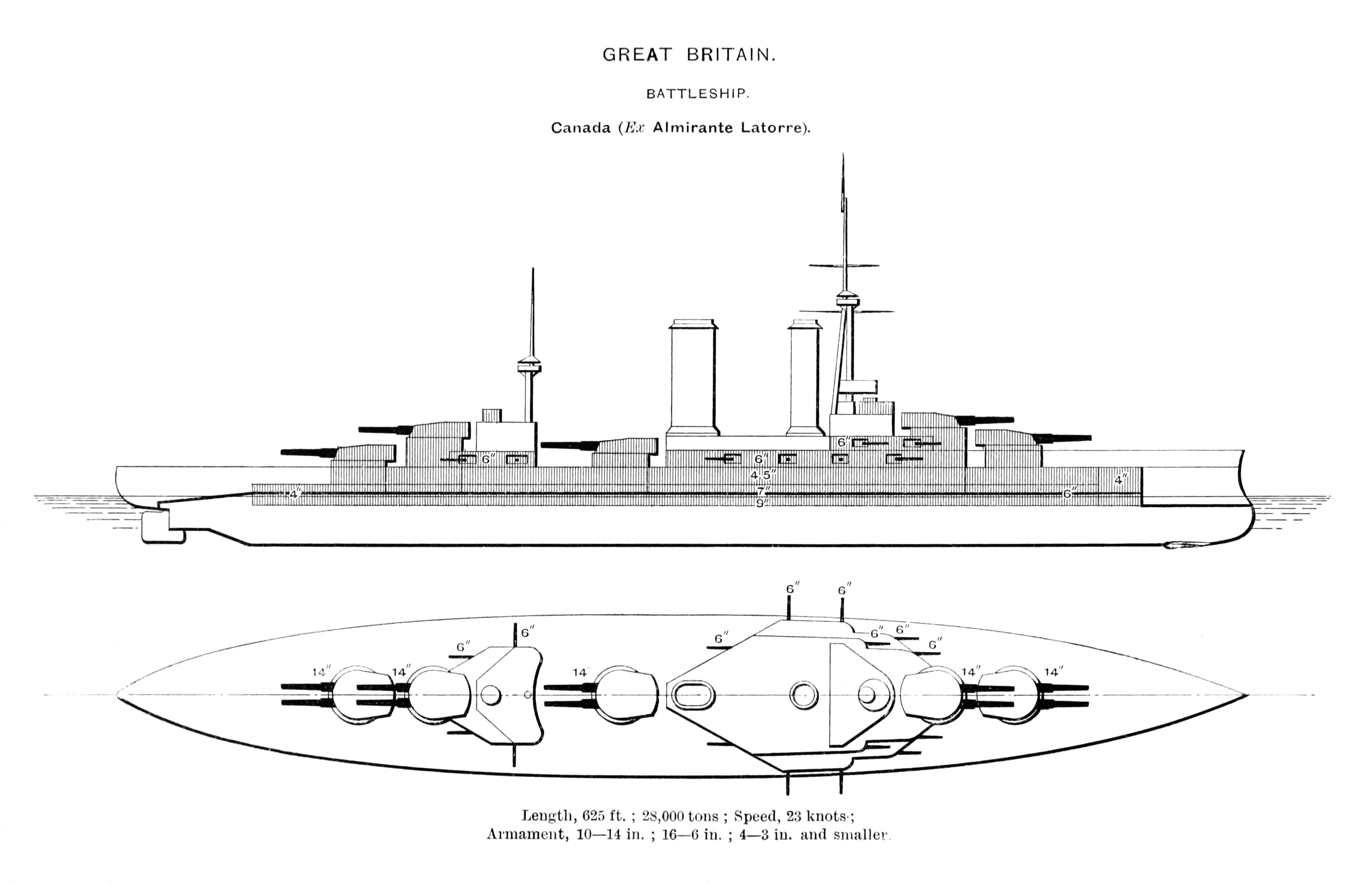
Almirante Latorre war das letzte für eine südamerikanische Marine fertiggestellte Schlachtschiff. Das für Chile gebaute Schiff war größer und besser gepanzert als die Schlachtschiffe Brasiliens und Argentiniens, kam wegen des Weltkriegs allerdings erst 1920 nach Chile. Sie hatte eine sehr schlagkräftige Hauptbewaffnung mit fünf 35,6-cm-Doppeltürmen, die alle auf der Mittellinie standen und zu beiden Seiten hin einsatzfähig waren. Das zweite chilenische Schiff wurde als britischer Flugzeugträger Eagle fertiggestellt.

## Weitere Schiffe mit dem NamenAlmirante Latorre
Die chilenische Marine hatte bzw. hat noch vier weitere Schiffe mit diesem Namen:
- von 1971 bis 1984 den Kreuzer Almirante Latorre, die ehemals schwedische Göta Lejon, ein Kreuzer der Tre-Kronor-Klasse, der 1986 abgebrochen wurde
- von 1986 bis 1998 der Zerstörer Almirante Latorre (DLH-14), die ehemals britische Glamorgan der County-Klasse; sie sank 2005 auf dem Weg zum Abbruch
- von 2005 bis 2020 die Fregatte Almirante Latorre (FFG-14), die ehemals niederländische Jacob van Heemskerk (F812), Typschiff der Jacob-van-Heemskerck-Klasse
- seit 2020 die Fregatte Almirante Latorre (FFG-14), die ehemals australische  Melbourne (FFG 05) der Adelaide-Klasse